# Antonio Cotogni

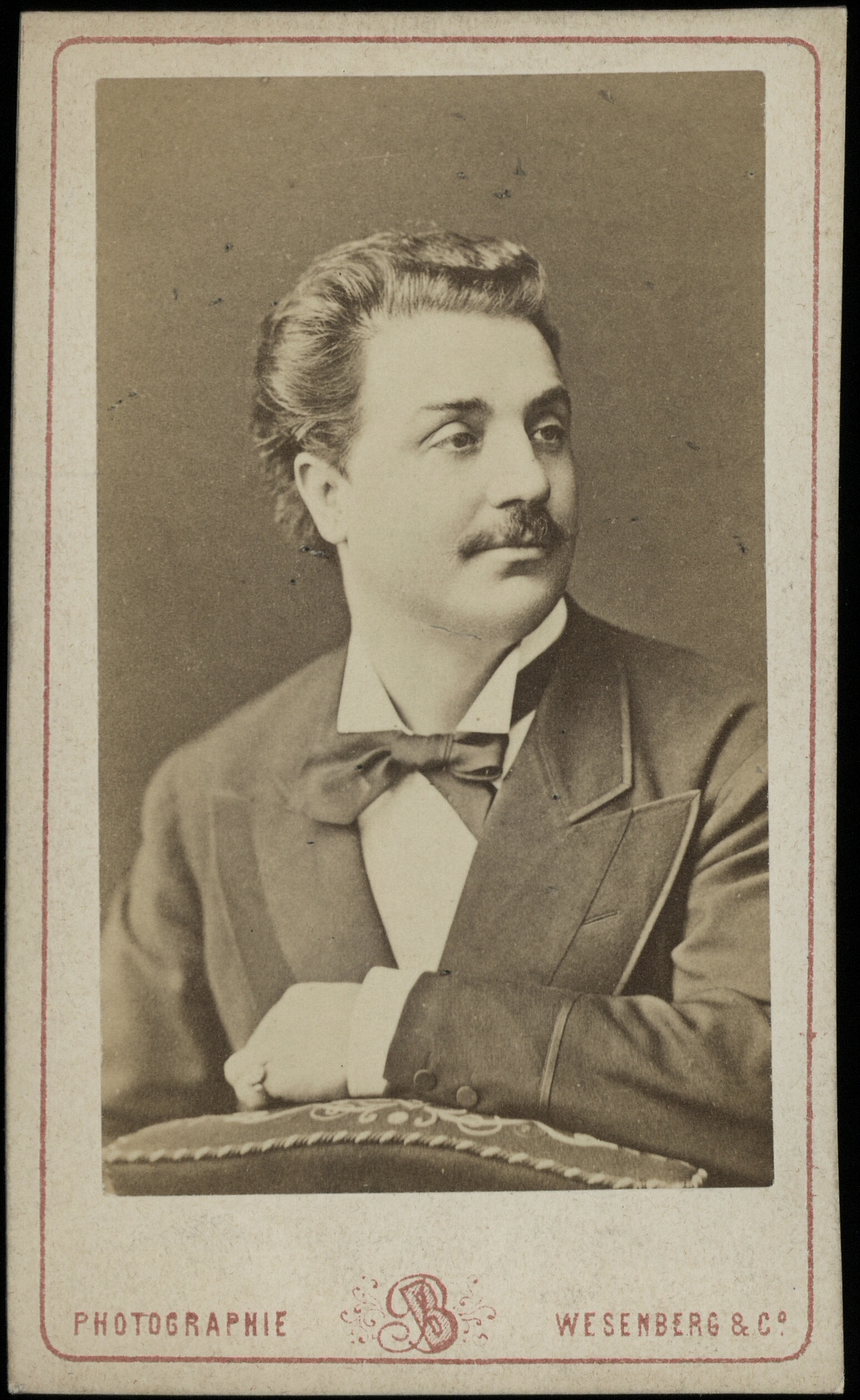
Antonio Cotogni

Antonio Cotogni (* 1. August 1831 in Rom; † 15. Oktober 1918 ebenda) war ein italienischer Opernsänger (Bariton) und Gesangspädagoge.

## Leben
Contogni besuchte zwölfjährig die Gesangsschule des Ospizio di San Michele und setzte seine Ausbildung an der Capella di Santa Maria Maggiore und bei Achille Faldi und Domenico Fontemaggi fort. 1849 schloss er sich Giuseppe Garibaldis Revolutionsarmee an. 1852 debütierte er am Teatro Metastasio in Rom als Belcore in Gaetano Donizettis L’elisir d’amore. Nach Auftritten an kleineren Theatern hatte er in der Spielzeit 1860–61 seinen ersten Auftritt an der Mailänder Scala. Ebenso wie hier hatte er in der Folgezeit an vielen anderen Bühnen in Italien, in Sankt Petersburg, Madrid, Barcelona, Paris und Lissabon zahlreiche erfolgreiche Gastspiele.
1863 wirkte er an der Scala an der Uraufführung von Franco Faccios Oper I Profughi Fiamminghi, 1865 am Teatro Carlo Felice in Genua an der Uraufführung von Faccios Amleto sowie der italienischen Erstaufführung von Giacomo Meyerbeers Die Afrikanerin (als Nelusco) am Teatro Comunale di Bologna mit. Verdi bestimmte ihn für die Rolle des Posa für die italienische Erstaufführung seiner Oper Don Carlos  in Bologna 1867. Bei der Uraufführung von Edoardo Veras Valeria stand er 1869 mit der Schwester des Komponisten, Sofia Vera-Lorini, auf der Bühne.
An der Covent Garden Opera in London debütierte Cotogni als Valentin in Charles Gounods Faust und gastierte dort zwischen 1867 und 1889 mehrfach; unter anderem wirkte er 1872 an der Seite von Adelina Patti an der Uraufführung von Józef Michał Poniatowskis Gelmina, 1882 – ebenfalls mit Adelin Patti – von Charles Lenepveus Velléda und 1883 an der Premiere von Amilcare Ponchiellis La Gioconda mit. 1890 trat er am Teatro Comunale in Bologna in der Uraufführung von Philippo Clementis La Pellegrina auf. Von 1893 bis 1896 war er an der Hofoper Sankt Petersburg engagiert.
Als Gesangslehrer wirkte Cotogni von 1894 bis 1898 am Sankt Petersburger Konservatorium, ab 1899 an der Accademia Nazionale di Santa Cecilia. Zu seinen zahlreichen Schülern zählten Mattia Battistini, Jean de Reszke, Giacomo Lauri-Volpi, Carlo Galeffi, Julian Biel, Dinh Gilly, Virgilio Lazzari, August Beuf, Giuseppe Costa, Luigi Rossi-Morelli, Guido Cicciolini, Tadeusz Orda und Benjamino Gigli. Mit einigen Plattenaufnahmen aus den 1900er Jahren gilt Cotogni als der älteste Opernsänger, von dem Tonaufzeichnungen erhalten sind.